# برنامج أرتيمس
برنامج أرتيمس، (بالإنجليزية: Artemis program) هو برنامج رحلات فضائية تابع لوكالة ناسا، وشركات الطيران الفضائي التجارية الأمريكية، والشركاء الدوليين مثل وكالة الفضاء الأوروبية ESA، يهدف إلى الهبوط بـ «أول امرأةٍ والرجل التالي» على منطقة القطب الجنوبي للقمر بحلول عام 2024. سيكون برنامج أرتميس بمنزلة الخطوة الأولى نحو الهدف طويل الأمد المتمثل في إقامة وجود مستدام على سطح القمر، ووضع الأساس للشركات الخاصة لبناء اقتصاد على القمر، وإرسال البشر في النهاية إلى المريخ.
في عام 2017، اعتُمدت هذه الحملة القمرية عن طريق قرار توجيه سياسة الفضاء رقم 1، وذلك لاستفادة من برامج فضائية مختلفة مثل برنامج أوريون، وبوابة المنصة المدارية القمرية، وخدمات الحمولات التجارية القمرية، بالإضافة إلى مركبة هبوط قمرية لم يتم تطويرها بعد. سيكون نظام الإطلاق الفضائي SLS بمثابة صاروخ الإطلاق الأساسي لكبسولة أوريون، بينما من المخطط استخدام مركبات إطلاق تجارية لإطلاق عناصر أخرى مختلفة من الحملة. طلبت ناسا 1.6 مليار دولار كتمويل إضافي لأرتميس للعام المالي 2020.

## نظرة تاريخية

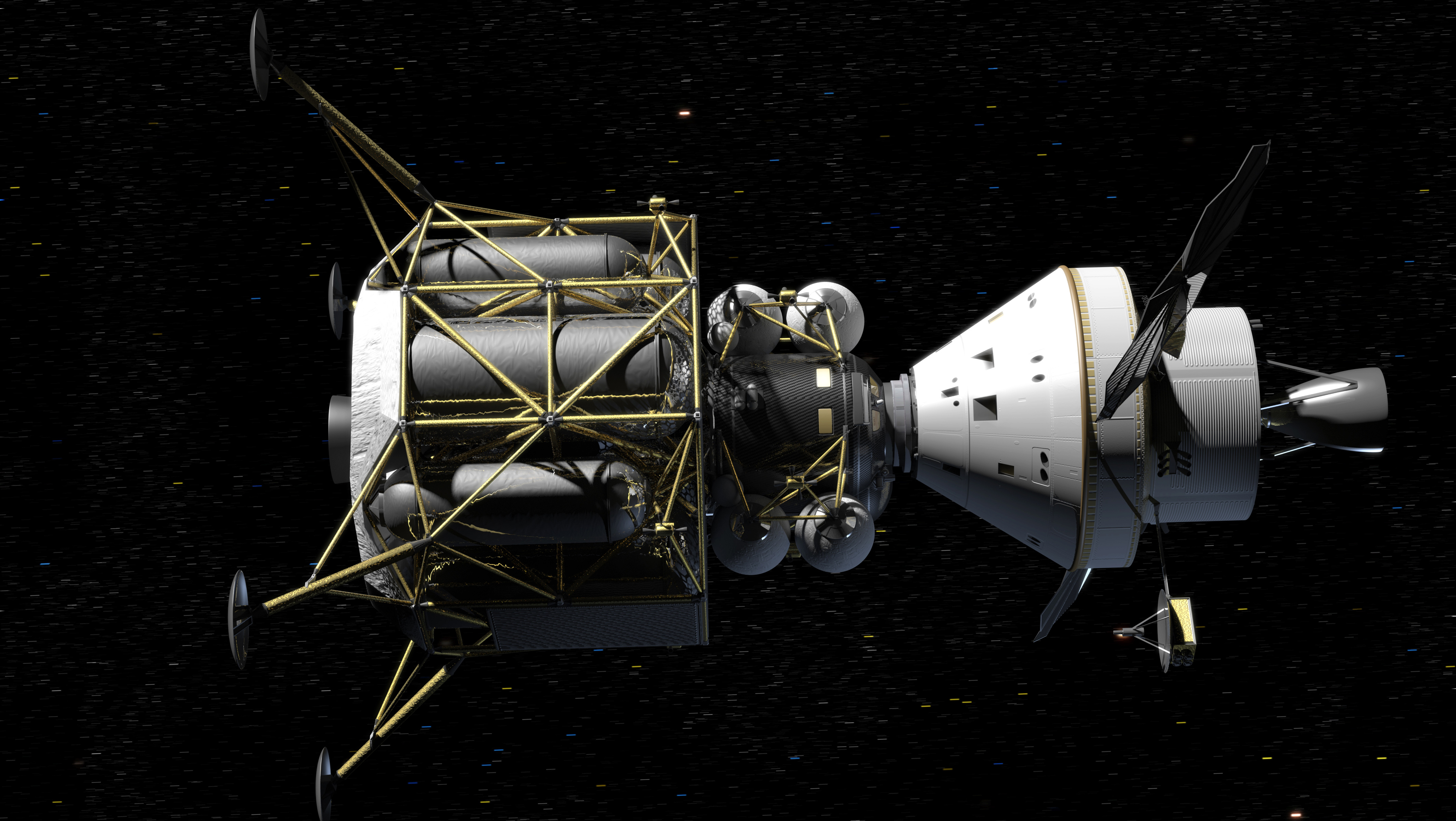
مركبة أوريون

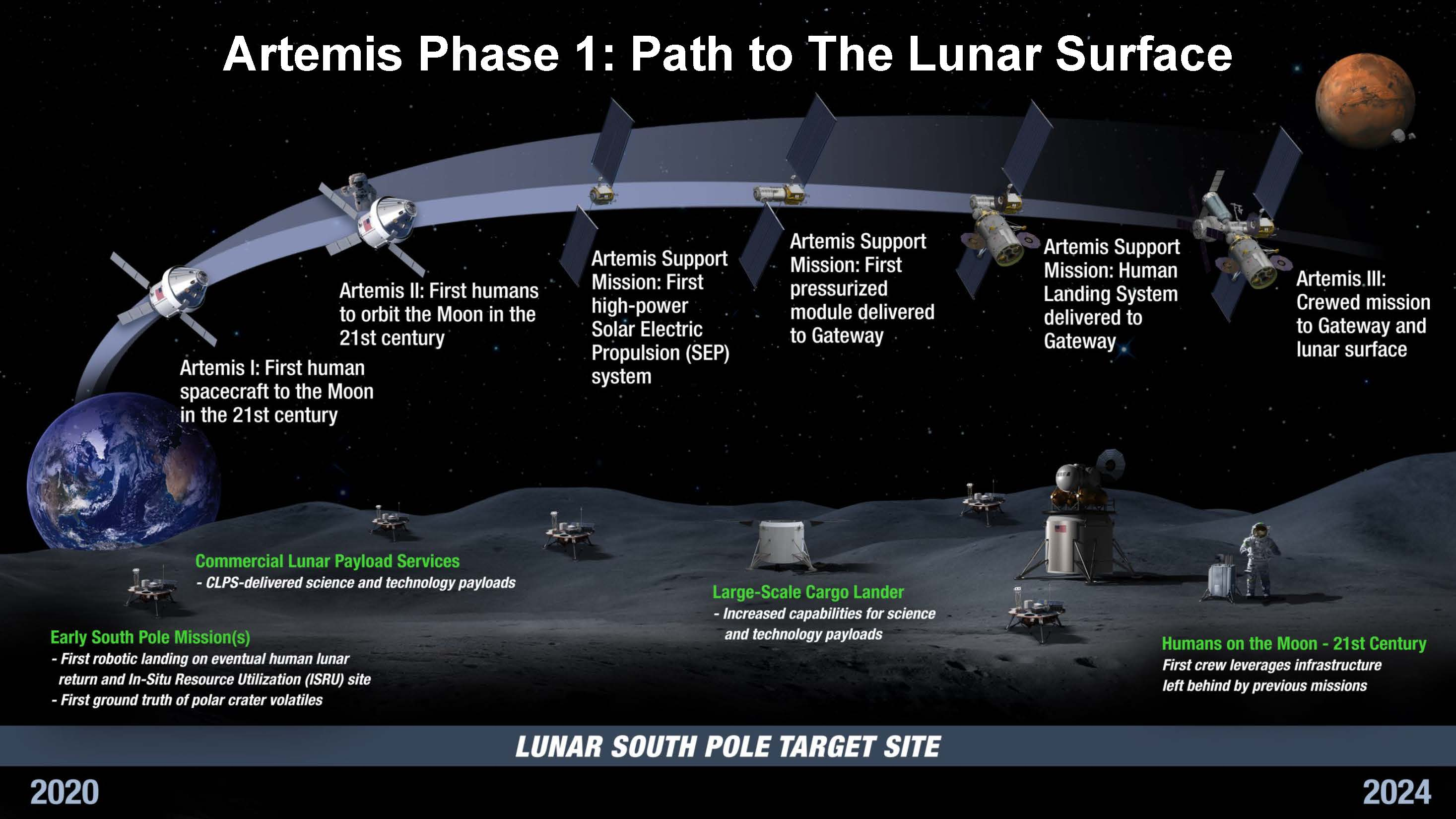
المهام المخطط لها لبرنامج أرتميس

يشمل برنامج أرتيمس الحالي العديد من المكونات الأساسية لمشاريع ناسا الأخرى التي تم إلغائها، مثل برنامج كونستاليشن Constellation وبرنامج إعادة توجيه مسار أحد الكويكبات. تضمن برنامج كونستاليشن تطوير صاروخ آريس 1 وآريس 5 بالإضافة إلى كبسولة أوريون. استمر البرنامج من أوائل عام 2000 حتى عام 2010.
في عام 2008، أنشأ الرئيس الأمريكي المنتخب حديثاً باراك أوباما لجنة أوغسطين لتحديد مدى قابلية الهبوط على سطح القمر بحلول عام 2020 للميزانية الحالية في ذلك الوقت. توصلت اللجنة إلى أن المشروع كان يعاني من نقص شديد في التمويل وأنّ الهبوط على سطح القمر عام 2020 كان مستحيلاً. وبالتالي تم توقيف برنامج كونستاليشن مؤقتاً. في 15 أبريل/نيسان 2010، ألقى الرئيس أوباما خطاباً في مركز كينيدي للفضاء، وأعلن عن خطط الإدارة الخاصة بناسا وإلغاء عناصر برنامج كونستاليشن التي لا تتعلق بتطوير أوريون نظراً لعدم قدرة البرنامج على النجاح. بدلاً من ذلك، وعد بتقديم 6 مليارات دولار كتمويل إضافي ودعا إلى تطوير برنامج صاروخ رفع ثقيل جديد ليكون جاهزاً للبناء بحلول عام 2015 ولإطلاق مهمات مأهولة إلى مدار المريخ بحلول منتصف الثلاثينيات.
في 30 يونيو/حزيران 2017، وقع الرئيس دونالد ترامب على أمر تنفيذي لإعادة إنشاء المجلس الوطني للفضاء، برئاسة نائب الرئيس مايك بينس. أبقى طلب الميزانية الأول لإدارة ترامب برامج رحلات الفضاء البشرية في عهد أوباما في مكانها: تطوير رحلات الطواقم التجارية، ونظام الإطلاق الفضائي، وكبسولة أوريون المخصصة للطاقم للقيام بمهمات مأهولة في الفضاء السحيق، مع الحد من أبحاث علوم الأرض والدعوة إلى إلغاء مكتب ناسا التعليمي.
في 11 ديسمبر/كانون الأول 2017، وقع الرئيس ترامب قرار توجيه سياسة الفضاء 1، وهو تغيير في سياسة الفضاء الوطنية لتوفير برنامج متكامل بقيادة الولايات المتحدة مع شركاء من القطاع الخاص من أجل تحقيق هدف العودة البشرية إلى القمر، تليها بعثات إلى المريخ وما بعده. تدعو السياسة مدير وكالة ناسا إلى «قيادة برنامج استكشاف مبتكر ومستدام مع شركاء تجاريين ودوليين لتمكين التوسع البشري عبر النظام الشمسي والحصول على معرفة وفرص جديدة.» يهدف هذا الجهد إلى تنظيم الجهود الحكومية والصناعية الخاصة والدولية بشكل أكثر فاعلية لإعادة البشر إلى سطح القمر ووضع الأساس لاستكشاف الإنسان للمريخ في نهاية المطاف.
في 26 مارس/آذار 2019، أعلن نائب الرئيس مايك بينس أنّ هدف الهبوط على سطح القمر التابع لناسا سيتم تقديمه مدة 4 سنوات للهبوط على سطح القمر في عام 2024. في 14 مايو/أيار 2019، أعلن مدير ناسا جيم بريدنشتاين أنّ البرنامج الجديد سيطلق عليه اسم أرتميس نسبةً للأخت التوأم لأبولو في الأساطير اليونانية. وعلى الرغم من هذه الأهداف الجديدة العاجلة، لا تزال مهمات المريخ في الثلاثينيات قيد العمل.
وفي فبراير 2024 أعلنت وكالة الفضاء الأميركية ناسا أنها تعتزم وضع مفاعل نووي صغير لتوليد الكهرباء على سطح القمر، ويندرج ذلك ضمن جهود برنامج "أرتيميس" الذي يهدف إلى إعادة الإنسان إلى القمر وإنشاء قواعد بشرية .

## المركبات المخصصة للطاقم

### أوريون
مركبة أوريون الفضائية متعددة الأغراض (Orion MPCV) هي مركبة فضائية أمريكية أوروبية تهدف إلى حمل طاقم من أربعة رواد فضاء إلى وجهات مثل مدارات الأرض المنخفضة أو أبعد من ذلك. حيث أنها قيد التطوير حالياً من قِبل وكالة ناسا ووكالة الفضاء الأوروبية لإطلاقها على متن نظام الإطلاق الفضائي. تم تصميم أوريون لتكون مركبة الطاقم الرئيسية لبرنامج استكشاف القمر أرتميس وكذلك للرحلات المأهولة المحتملة إلى الكويكبات والمريخ.

### المنصة المدارية القمرية (غيتواي)

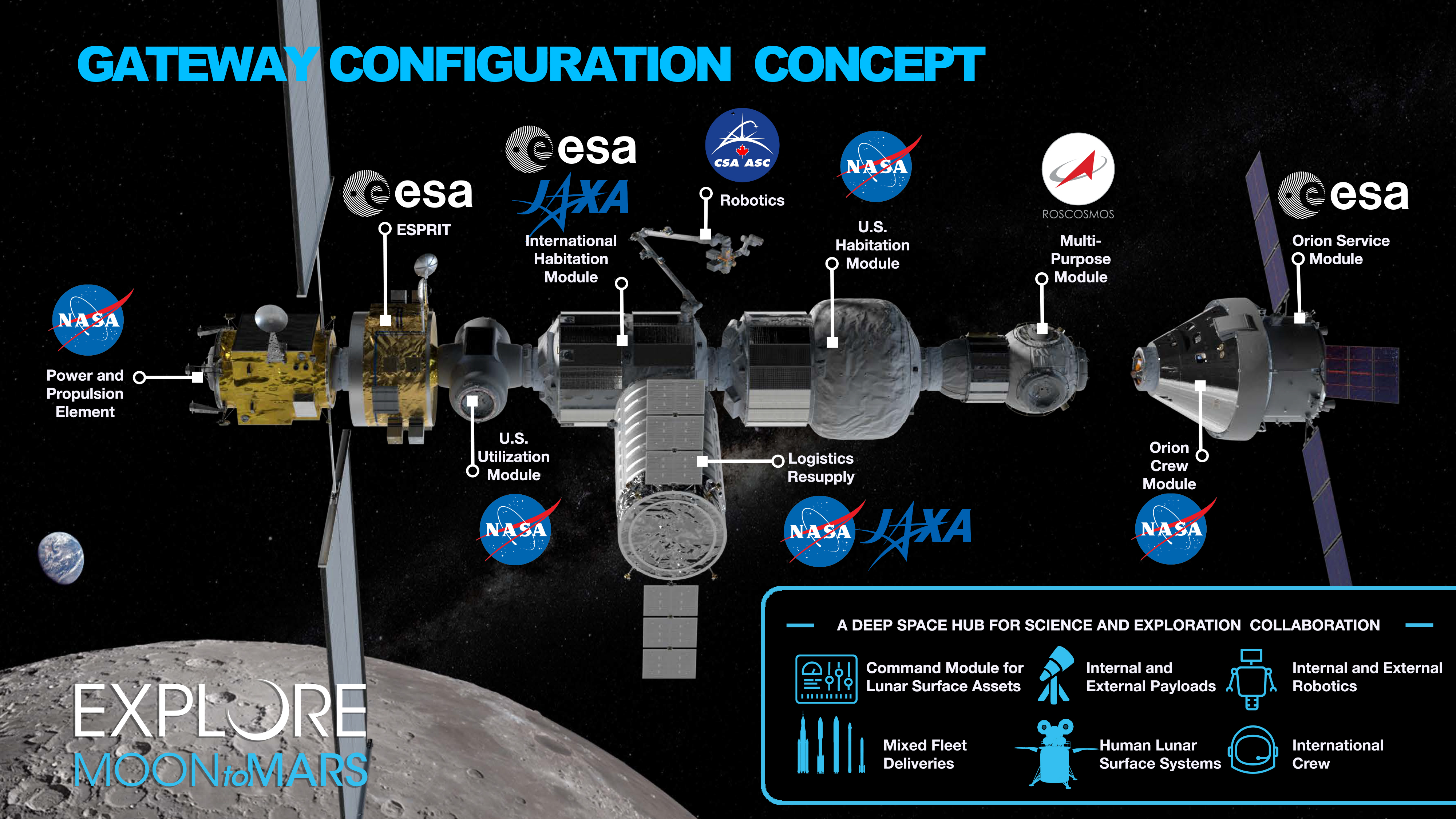
تصّور لكيف يمكن أن تبدو المنصة المدارية القمرية

تُعتبر المنصة المدارية القمرية – غيتواي (البوابة) محطة فضائية مستقبلية سيتم بنائها في مدار القمر بهدف أن تكون بمثابة مركز اتصالات يعمل بالطاقة الشمسية، ومختبر علمي، ووحدة سكن قصيرة الأجل، ومنطقة احتواء للمركبات الجوالة والروبوتات الأخرى.

## مركبات الإطلاق

### نظام الإطلاق الفضائي
نظام الإطلاق الفضائي هو عبارة عن مركبة إطلاق أمريكية للرفع الثقيل قيد التطوير حالياً. حيث تُعتبر مركبة الإطلاق الرئيسية لخطط استكشاف الفضاء السحيق التابعة لناسا، بما في ذلك الرحلات القمرية المخطط لها لبرنامج أرتميس ومهمات المريخ المأهولة المحتملة التي ستليها.
في مارس/آذار 2019، أصدرت إدارة ترامب طلب ميزانية ناسا للسنة المالية 2020. لم تتضمن هذه الميزانية أي أموال لنسخة بلوك 1B و بلوك 2 من نظام الإطلاق الفضائي. من غير المؤكد ما إذا كان سيتم تطوير هذه النسخ المستقبلية من نظام الإطلاق الفضائي. ومع ذلك، يبدو من المرجح أن يستمر تطوير بلوك 1B، مع طلب زيادة في الميزانية قدرها 1.6 مليار دولار لصالح نظام الإطلاق الفضائي وأوريون ومركبات الهبوط. من المخطط إطلاق صاروخ بلوك 1B لأول مرة في مهمة أرتيمس 3، وسيتم استخدامه بشكل رئيسي لنقل أفراد الطواقم بدلاً من بناء محطة غيتواي. من المقرر أن يتم استخدام بلوك 1B لإطلاق أول قاعدة قمرية في برنامج أرتيمس عام 2028. من المرجح أن يبدأ تطوير بلوك 2 في أواخر العشرينيات، بعد زيارة ناسا لسطح القمر بانتظام وتحول تركيزها نحو المريخ.

### المركبات التجارية
من المتوقع الآن أن تُطلق العديد من عمليات الإطلاق المخطط لها مسبقاً لنسخة بلوك 1B من نظام الإطلاق الفضائي على متن مركبات الإطلاق التجارية مثل فالكون الثقيل، ونيوغلين، وأوميغا، وفولكان.

## مهمات أرتيمس المُخطط لها
من المخطط أن تكون مهمة أرتيمس 1 أول رحلة لنظام الإطلاق الفضائي وسيتم إطلاقها كاختبار لنظام أوريون ونظام الإطلاق الفضائي. خلال المهمة، ستقضي كبسولة أوريون غير المأهولة 10 أيام في مدارٍ تراجعي نصف قطره 60 ألف كيلومتر حول القمر قبل أن تعود إلى الأرض.
ستنطلق مهمة أرتيمس 2، أول مهمة مأهولة في البرنامج، وعلى متنها أربعة رواد فضاء في عام 2022 للتحليق بجانب القمر في مسار عودة حرة على ارتفاع 8900 كيلومتر عن سطح القمر.
بعد أرتيمس 2، من المقرر تسليم وحدة القدرة والدفع إلى المنصة المدارية القمرية – غيتواي، كما من المخطط تسليم ثلاث مكونات من مركبة هبوط قمرية في عمليات إطلاق متعددة من مزودي خدمات الإطلاق التجارية.
من المقرر أن تُطْلَق أرتيمس 3 في عام 2024 على متن نسخة بلوك 1 من نظام الإطلاق الفضائي حيث ستُستخدم محطة غيتواي ومركبة هبوط لتحقيق أول هبوط مأهول على سطح القمر في البرنامج. من المخطط أن تهبط الرحلة في منطقة القطب الجنوبي للقمر، حيث من المقرر أي يقضي رائدا فضاء مدة اسبوعٍ تقريباً على سطح القمر.

## بدلات الفضاء
سيستخدم برنامج أرتيميس بدلتين فضائيتين: بدلة الاستكشاف والتنقل خارج المركبة (xEMU)، وبدلة نظام بقاء طاقم أوريون.
تُستخدم البذلة الأولى للبقاء على سطح القمر، مع تحمل يصل إلى ثماني ساعات. وللبذلة مفاصل منقولة وحامل يسمح بحركة الخصر. توجد ميكروفونات الصوت ومكبرات الصوت داخل الخوذة بدلًا من استخدام «غطاء المظلة» التقليدي، وأُزيل السحاب الذي كان يشكل مشكلة مع بدلات أبولو.
أما البدلة الثانية OCS فتُرتدى داخل المركبة الفضائية Orion أثناء إطلاقها وعودتها، إذا حدثت حالة طوارئ، تكون الطبقة الخارجية من البذلة برتقالية للسماح بالرؤية في المحيط إذا كان رواد الفضاء بحاجة إلى الخروج من المركبة الفضائية دون أي مساعدة . تتضمن البدلة أيضًا مفاصل الكتف المحسنة من أجل نطاق وصول أفضل ومقاومة أكبر للحريق.

## النقد
تلقى برنامج أرتيميس انتقادات من عدة خبراء في مجال الفضاء:
مارك ويتينغتون، وهو مؤلف للعديد من دراسات استكشاف الفضاء، قال في مقال له «إن مشروع المدار القمري «أرتيميس» لا يساعدنا على العودة إلى القمر».
يختلف باز ألدرين، رائد فضاء أبولو 11 السابق، مع أهداف ناسا وأولوياتها الحالية، ويشكك في جدوى فكرة «إرسال طاقم إلى نقطة وسيطة في الفضاء، ولالتقاط مركبة فضائية هناك والذهاب إلى الأسفل». بيد أنه أعرب عن تأييده لفكرة روبرت زوبرين المباشرة الخاصة بالقمر.